# Viet Rock
Viet Rock là một vở nhạc kịch rock của Megan Terry được sản ra mắt vào năm 1966, tiền thân của vở nhạc kịch Hair. Với ý nghĩa là một sự lên án mạnh mẽ về cuộc chiến của Hoa Kỳ trong chiến tranh Việt Nam, Vở kịch được tác giả miêu tả là một "bộ phim chiến tranh dân gian" bao gồm những cảnh về sự vỡ mộng và phản đối sự hiện diện quân sự của Mỹ tại Đông Nam Á. Viet Rock được coi là vở nhạc kịch rock đầu tiên được viết và biểu diễn tại Hoa Kỳ, cũng như là vở kịch phản chiến đầu tiên. Buổi công chiếu đầu tiên cũng đánh dấu tác phẩm nhà hát lớn đầu tiên tại Mỹ mà các diễn viên rời sân khấu để giao lưu trực tuyến với khán giả.
Vở kịch được lên ý tưởng ban đầu vào năm 1965 và 1966 trong các cuộc hội thảo cộng tác tại nhóm The Open Theater ở New York dưới sự lĩnh xướng của Joseph Chaikin và Peter Feldman. Nhóm biểu diễn một vài khúc tức hứng dựa trên cuộc chiến tại Việt Nam, còn Terry viết và đạo diễn một buổi diễn hoàn chỉnh dựa trên những khúc tức hứng đó. Âm nhạc được sáng tác bở Marianne de Pury, người phát triển các ca khúc tại các cuộc hội thảo. Vở kịch mở màn tại La MaMa Experimental Theatre Club vào ngày 18 tháng 5 năm 1966.
Vở kịch sau đó được diễn Yale Repertory Theatre trong hai tuần trước buổi công chiếu ngoài Broadway tại nhà hát Martinique vào ngày 10 tháng 11 năm 1966. Buổi diễn cuối tại Martinique vào ngày 31 tháng 12 khép lại 62 buổi diễn tại đây.
Một trong những thành viên chính trong đoàn diễn là Gerome Ragni, người sau đó tiếp tục sáng tác vở Hair với diễn viên James Rado. Với Hair, Ragni dùng lại bối cảnh phản chiến, cũng như kĩ thuật từ những buổi tập các khúc tức hứng, từ Viet Rock.

## Phát hành
Viet Rock được phát hành bởi Broadway Play Publishing Inc. trong tuyển tập Plays By Megan Terry.